# Polsko na Letních olympijských hrách 1976
Polsko na Letních olympijských hrách 1976 v kanadském Montréalu reprezentovalo 207 sportovců, z toho 180 mužů a 27 žen. Nejmladším účastníkem byl plavec Ryszard Żugaj (19 let, 7 dní), nejstarší pak lukostřelkyně Irena Szydłowska (48 let, 182 dnů). Reprezentanti vybojovali 26 medailí, z toho 7 zlatých, 6 stříbrných a 13 bronzových.

## Medailisté
| Medaile | Jméno | Sport             | Disciplína                     |
| ------- | --- | ----------------- | ------------------------------ |
| Zlato   | Jerzy Rybicki | box               | Muži váha lehkotěžká do 71 kg  |
| Zlato   | Irena Szewińská | atletika          | Ženy běh na 400 m              |
| Zlato   | Jacek Wszoła | atletika          | Muži skok vysoký               |
| Zlato   | Tadeusz Ślusarski | atletika          | Muži skok o tyči               |
| Zlato   | Janusz Pyciak-Peciak | moderní pětiboj   | muži jednotlivci               |
| Zlato   | Kazimierz Lipień | zápas             | muži řecko-římský do 62 kg     |
| Zlato   | Bronisław Bebel Ryszard Bosek Wiesław Gawłowski Marek Karbarz Zbigniew Lubiejewski Lech Łasko Mirosław Rybaczewski Włodzimierz Sadalski Edward Skorek Włodzimierz Stefański Tomasz Wójtowicz Zbigniew Zarzycki                                                              | volejbal          | turnaj mužů                    |
| Stříbro | Andrzej Gronowicz Jerzy Opara | kanoistka         | C-2 500 m                      |
| Stříbro | Tadeusz Mytnik Mieczysław Nowicki Stanisław Szozda Ryszard Szurkowski | cyklistika        | 100 km družstvo                |
| Stříbro | Bronisław Malinowski | atletika          | Muži běh na 3000 m překážek    |
| Stříbro | Grzegorz Cziura | vzpírání          | váha bantamová váha do 56 kg   |
| Stříbro | Zbigniew Jaremski Jerzy Pietrzyk Ryszard Podlas Jan Werner | atletika          | Muži štafeta 4 × 400 m         |
| Stříbro | Jan Benigier Lesław Ćmikiewicz Kazimierz Deyna Jerzy Gorgoń Henryk Kasperczak Kazimierz Kmiecik Grzegorz Lato Zygmunt Maszczyk Piotr Mowlik Roman Ogaza Wojciech Rudy Andrzej Szarmach Antoni Szymanowski Jan Tomaszewski Henryk Wawrowski Henryk Wieczorek Władysław Żmuda | fotbal            | družstvo mužů                  |
| Bronz   | Leszek Błażyński | box               | váha muší do 51 kg             |
| Bronz   | Leszek Kosedowski | box               | váha pérová 57 kg              |
| Bronz   | Kazimierz Szczerba | box               | váha velterová do 63.5 kg      |
| Bronz   | Janusz Gortat | box               | váha polotěžká do 81 kg        |
| Bronz   | Marian Tałaj | judo              | váha polostřední do 70 kg      |
| Bronz   | Mieczysław Nowicki | cyklistika        | silniční závod jednotlivců     |
| Bronz   | Kazimierz Czarnecki | vzpírání          | lehká váha do 67.5 kg          |
| Bronz   | Tadeusz Rutkowski | vzpírání          | těžká váha do 110 kg           |
| Bronz   | Wiesław Gawlikowski | sportovní střelba | skeet (125 cílů)               |
| Bronz   | Jerzy Greszkiewicz | sportovní střelba | běžící terč 50 m (30 + 30 ran) |
| Bronz   | Czesław Kwieciński | zápas             | muži řecko-římský do 90 kg     |
| Bronz   | Andrzej Skrzydlewski | zápas             | muži řecko-římský do 100 kg    |
| Bronz   | Zdzisław Antczak Janusz Brzozowski Piotr Cieśla Jan Gmyrek Alfred Kałuziński Jerzy Klempel Zygfryd Kuchta Jerzy Melcer Ryszard Przybysz Henryk Rozmiarek Andrzej Sokołowski Andrzej Szymczak Mieczysław Wojczak Włodzimierz Zieliński                                       | házená            | Turnaj mužů                    |